# Народна скупштина Краљевине Бутан
Народна скупштина Краљевине Бутан је доњи дом новог дводомног парламента у Бутану који такође укључује и краља Бутана и Национални савет.

## Историја
Народну скупштину је првобитно основао 1953. краљ Џигме Дорџи Вангчук. Народна скупштина је основана као једнодомни парламент. Године 1971.краљ је овластио Народну скупштину да може да уклони њега или било кога од његових наследника уколико се оствари двотрећинска већина.

## Садашњи сазив
Тренутна Народна скупштина има 47 чланова, који су изабрани на прва општим изборима 24. марта 2008. Партија мира и напретка на челу са њиховим председником Џигме Тинлијем је освојила 45 од 47 места, док је Народна демократска партија освојила преостала два места.
Према Уставу из 2008, Народна скупштина се састоји од највише 55 чланова које директно бирају грађани изборних јединица. Народна скупштина се састаје најмање два пута годишње, а бира председника и заменика председника скупштине.
На изборима 2013. године, велики успех постигала је Нова демократска партија која је на новим изборима освојила 32, док је Партија мира и напретка забележила огроман пад, јер је освојила само 15 места. Захваљујући томе што је Нова демократска партија постала најјача странка за новог премијера је изабран председник те странке Церинг Тобгај.
Владајућа Народна демократска партија бившег премијера Черинга Тобгаја освојила је треће место у првом кругу гласања на Изборима за народне посланике 2018., што је резултирало да је изгубила свих 32 места. У други круг гласања пласирале су се опозициона парламентарна Партија мира и напретка и непарламентарна Уједињена бутанска странка која је освојила највише гласова у првом кругу. Победом и у другом кругу, Уједињена бутанска странка је са 30 посланичких места преузела скупштинску већину и власт у Бутану.